# Слотсагер, Сусанна
Суса́нна Слотса́гер (дат. Susanne Slotsager; 29 апреля 1966, Хёрсхольм, Дания) — датская кёрлингистка.

## Достижения
- Чемпионат мира по кёрлингу среди женщин: бронза (1999, 2001).
- Чемпионат Европы по кёрлингу: серебро (2001).
- Чемпионат Дании по кёрлингу среди женщин: золото (1992, 1999, 2000, 2001, 2002)[1].
- Чемпионат Дании по кёрлингу среди юниоров: золото (1985, 1986)[2].
- Чемпионат мира по кёрлингу среди ветеранов: серебро (2019).

## Команды
| Сезон   | Четвёртый         | Третий            | Второй            | Первый                 | Запасной                                                                                     | Турниры                                                     |
| ------- | ----------------- | ----------------- | ----------------- | ---------------------- | -------------------------------------------------------------------------------------------- | ----------------------------------------------------------- |
| 1985    | Сусанна Слотсагер | Linda Laursen     | Авияя Петри       | Annette Lindum         |                                                                                              | ЧЕЮ 1985 (5 место)                                          |
| 1986    | Сусанна Слотсагер | Лене Бидструп     | Авияя Петри       | Linda Laursen          |                                                                                              | ЧЕЮ 1986 (5 место)                                          |
| 1991—92 | Хелена Блак       | Лене Бидструп     | Малене Краусе     | Сусанна Слотсагер      | Дорте Хольм (ЧЕ)                                                                             | ЧЕ 1991 (4 место) · ЧДЖ 1992                                |
| 1992    | Хелена Блак       | Малене Краусе     | Лене Бидструп     | Сусанна Слотсагер      | Дорте Хольм (ЗОИ)                                                                            | ЗОИ 1992 (4 место) ЧМ 1992 (7 место)                        |
| 1992    | Хелена Блак       | Лене Бидструп     | Малене Краусе     | Сусанна Слотсагер      |                                                                                              | ЧЕ 1992 (7 место)                                           |
| 1999    | Лене Бидструп     | Малене Краусе     | Сусанна Слотсагер | Авияя Петри            | Лиллиан Фрёлинг тренер: Яне Бидструп                                                         | ЧДЖ 1999 · ЧМ 1999                                          |
| 1999—00 | Лене Бидструп     | Малене Краусе     | Сусанна Слотсагер | Авияя Петри            | Лиза Ричардсон тренер: Олле Брудстен                                                         | ЧЕ 1999 (6 место) · ЧДЖ 2000 · ЧМ 2000 (6 место)            |
| 2000—01 | Лене Бидструп     | Малене Краусе     | Сусанна Слотсагер | Авияя Лунд Нильсен     | Лиза Ричардсон тренер: Олле Брудстен (ЧЕ), Франтс Гуфлер (ЧМ)                                | ЧЕ 2000 (6 место) · ЧДЖ 2001 · ЧМ 2001                      |
| 2001—02 | Лене Бидструп     | Сусанна Слотсагер | Малене Краусе     | Авияя Лунд Нильсен     | Лиза Ричардсон (ЧЕ, ЗОИ) Яне Бидструп (ЧМ) тренер: Ханс Гуфлер (ЧЕ), Олле Брудстен (ЗОИ, ЧМ) | ЧЕ 2001 · ЧДЖ 2002 · ЗОИ 2002 (9 место) · ЧМ 2002 (6 место) |
| 2018—19 | Лене Бидструп     | Сусанна Слотсагер | Трине Квист       | Лиллиан Фрёлинг Хансен | тренер: Габриэлла Квист                                                                      | ЧМВ 2019                                                    |

(скипы выделены полужирным шрифтом)